# Васил Велинов
Васил  (Васе) Велинов Златев е български революционер, деец на Вътрешната македоно-одринска революционна организация.

## Биография
Роден е в 1875 година в малешевското село Цера, тогава в Османската империя. Присъединява се към ВМОРО. При избухването на Балканската война в 1912 година е доброволец в Македоно-одринското опълчение на Българската армия и служи в партизански взвод № 35 на Симеон Клинчарски и в Нестроевата рота на 14-а воденска дружина. След като родният му край попада в Сърбия след Междусъюзническата война продължава с революционната си дейност. В 1914 година и в 1915 година е четник на Симеон Клинчарски.
Узунов, Ангел. Списък на четите на ВМОРО, минали през Кюстендилския пункт во 1914–1915 г. БИА, Ф.583, а.е.13.   София, Струмски, 2025. с. 29.
На 11 април 1943 година, като жител на Кочани, подава молба за българска народна пенсия. Молбата е одобрена и пенсията е отпусната от Министерския съвет на Царство България.